# 平等院 (飯能市)
平等院（びょうどういん）は、埼玉県飯能市にある真言宗善通寺派の寺院。

## 歴史
1935年（昭和10年）に開山された。関東地方では数少ない真言宗善通寺派の寺院として地元の信者によって創建された。
1995年（平成7年）に美杉台ニュータウンの造成に伴い、現在地に移転した。現在の堂宇は切妻屋根の一見民家風の建物になっている。

## 交通アクセス
- 路線バス美杉台公園停留所より徒歩5分。